# آرزوهای مهیج
آرزوهای مهیج (به زبان انگلیسی: Total Drama Action که گاهی به اختصار TDA خوانده می‌شود)، انیمیشن سریالی محصول کشور کانادا است. این مجموعه، فصل دوم مجموعه آرزوها است که ادامه فصل اول به نام جزیره آرزوهاست. این مجموعه اولین بار در کانال تله تون کانادا در تاریخ ۱۱ ژانویه ۲۰۰۹ به نمایش گذاشته شده است و در تاریخ ۱۰ ژوئن ۲۰۱۰ به پایان رسید

## خلاصه داستان
در این برنامه تعدادی گروه متشکل از چند کاراکتر با شخصیات و صفات متفاوت در یک شهرجمع شده و به صورت مرحله‌ای مسابقاتی را انجام می‌دهند و گروه بازنده باید یکی از یاران خود را بر اساس آراء خود حذف کنند و فردی که حذف شده با لیموزینی باید به سرزمین خود باز گردد، در هر کدام از این مسابقات که معمولاً یک روز کامل به طول می‌انجامد کار گروهی محور اصلی بوده و عموماً شخصی که کمتر با گروه همکاری می‌کند شانس کمتری برای ادامهٔ بازی دارد و...